# Justicia camerunensis
Espèce
Synonymes
- Adhatoda camerunensis Heine[2]
- Adhatoda robusta C.B.Clarke[2]
- Duvernoia robusta (C.B.Clarke) Lindau[2]
- Justicia camerunensis (Heine) I.Darbysh.[2]

Statut de conservation UICN

 VU A2c; B2ab(iii,v) : Vulnérable
Justicia camerunensis est une espèce de plantes à fleurs de la famille des Acanthaceae et du genre Justicia, présente principalement au Cameroun, mais également au Nigeria.

## Description
Ce petit buisson, pouvant atteindre une hauteur de 2 mètres, est caractérisé par ses tiges et ses pétioles brunes et pileuses. Ses feuilles sont glabres sur la partie supérieure et possèdent de petites poils sur la partie inférieure. La corolle est de couleur blanche pure ou blanc taché de pourpre.
Cette espèce se développe dans les forêts tropicales peu denses. 

## Distribution
On la trouve dans les sous-bois de la canopée fermée de moyenne altitude, entre 600 (900) et 1 400 m.
Au Cameroun, l'espèce a été collectée dans la région du Sud-Ouest (mont Koupé, Nyasoso, mont Cameroun, Bova, Kumba), dans la région du Nord-Ouest (Bafut-Wum) et dans celle du Centre, près de Yaoundé et Bertoua.

De l'autre côté de la frontière, à l'est du Nigeria, elle a été trouvée aux environs de Gembu (en), dans l'État de Taraba.
Partout menacée par la déforestation, Justicia camerunensis est classée « vulnérable » (VU) sur la liste rouge de l'UICN.